# Кюнен, Ута
Ута Кюнен (нем. Uta Kühnen, род.7 августа 1975) — немецкая дзюдоистка, призёр чемпионатов Европы.

## Биография
Родилась в 1975 году в Фрайбург-им-Брайсгау. В 1997, 1998 и 2000 годах становилась бронзовым призёром чемпионата Европы. В 2000 году приняла участие в Олимпийских играх в Сиднее, но наград не завоевала. В 2004 году приняла участие в Олимпийских играх в Афинах, но вновь осталась без наград.